# Tóspiro
Tóspiro fue el nombre dado a un explosivo de alto rendimiento desarrollado por el inventor algecireño e ingeniero militar Antonio Meulener Verdeguer en la fábrica de armas de Toledo, donde estuvo trabajando en él durante el verano de 1912.

## Desarrollo
Se desconocen los detalles oficiales del diseño de esta arma, debido a que su desarrollador, el químico e ingeniero miliar Antonio Meulener, destruyó los planos y la fórmula del mismo tras quedar impresionado por el efecto devastador que tuvo en sus pruebas iniciales.
No obstante, se sabe que el propio Meulener desarrolló un tipo de proyectil parecido a una granada rompedora, la cual se lanzaba cargada con algún tipo de gas tóxico que se esparcía por el terreno donde el proyectil impactaba previamente a la detonación del mismo. Tras la detonación de la carga explosiva, la explosión resultante tenía unos efectos aumentados. A ello se sumaba el remanente de los gases tóxicos que quedaban tras la explosión, que se quedaban en la zona durante varias semanas, ya que los propios testigos militares de la prueba enfermaron a pesar de haber esperado varios días a entrar en la zona de impacto.
Es por ello que se cree que se basaba en un arma termobárica, las cuales esparcen, previamente a la explosión, una nube de materiales tales como polvo de aluminio en suspensión o gases licuados que, al mezclarse con el oxígeno de la atmósfera, resulta en una explosión aumentada la cual afecta a un área muy amplia, afectando incluso a refugios subterráneos o cualquier lugar donde el material en suspensión haya entrado. De hecho, las explosiones de este tipo de arma son tan potentes y la temperatura tan elevada, que han sido prohibidas por la Convención de Ginebra.
En el caso de las pruebas del Tóspiro, se dispusieron en los montes de Toledo una serie de cabezas de ganado para comprobar el efecto de la explosión que, una vez realizada, se tuvo que esperar un tiempo prudencial a que se despejara la zona de los vestigios del gas utilizado. Posteriormente, todo el lugar resultó en un cráter donde no quedó ningún árbol ni se encontró rastro alguno de los animales. El general Luis Bermúdez de Castro escribió: "la impresión fue profunda; no hallé ni un árbol, ni un hierbajo, ni rastro alguno del ganado, ni piedrecilla en el suelo. Los campesinos del lugar estaban aterrados; la Guardia Civil me informó de que la explosión de la granada había sido como un terremoto y que de los rebaños cercanos no habían hallado ni sangre, ni pelos, ni huesos".

## Cancelación
Tras esto, Meulener quedó tan impactado por lo que había creado que destruyó los planos y la fórmula del explosivo pocos días después de la primera y única prueba, lo cual fue poco antes de morir debido, se cree, al efecto tóxico de la propia arma que al parecer empeoró su estado de salud ya delicado a causa de la tuberculosis que padecía. Por ello, hoy en día no se conoce cuál fue su diseño, aunque se piensa que se trató de algún tipo de ingeniería termobárica. Hay que tener en cuenta que el desarrollo de esta arma fue anterior a la Primera Guerra Mundial y a la Guerra civil española, por lo que la humanidad no conocía aún nada parecido con tal nivel de destrucción, lo que pudo impresionar e incluso asustar determinantemente a los militares, concretamente al autor. De hecho, Meulener tuvo que desarrollar incluso el sistema de lanzamiento y el propio proyectil que cargaba el explosivo, pues por aquel entonces la balística de misiles era aún muy incipiente.
Aunque no sólo se negó a seguir con el proyecto, sino que destruyó la información de su propio estudio, las investigaciones realizadas durante los últimos años de su vida en Algeciras permanecieron olvidadas o en un intencionado secreto, siendo a partir de 2023 cuando la información ha empezado a publicarse en algunos medios, como el programa Cuarto Milenio, en el que le dedicaron una sección denominando a Meulener como el "Oppenheimer español".

## Medios
- En la página 41 del periódico ABC del 19 de julio de 1953 hablan de la prueba del Tóspiro en Toledo, aportando incluso una fotografía de la zona tras la explosión, aunque en la hemeroteca digital se conserva con muy poca calidad.[2]
- Iker Jiménez dedicó un reportaje en Cuarto Milenio a esta arma.[7]
- En la Ser provincial de Toledo, Manuel Palencia habló de ello en un podcast.[8]